# Тейлор Рак
Тейлор Рак (англ. Taylor Ruck, нар. 28 травня 2000, Келоуна, Канада) — канадська плавчиня, дворазова бронзова призерка Олімпійських ігор 2016 року.

## Виступи на Олімпійських іграх
| Олімпіада           | Дисципліна                           | Місце |
| ------------------- | ------------------------------------ | ----- |
| Ріо-де-Жанейро 2016 | естафета 4x100 метрів вільним стилем | 3     |
| Ріо-де-Жанейро 2016 | естафета 4x200 метрів вільним стилем | 3     |
| Ріо-де-Жанейро 2016 | естафета 4x100 метрів комплексом     | 5     |
| Токіо 2020          | 100 метрів на спині                  | 9     |
| Токіо 2020          | 200 метрів на спині                  | 6     |
| Токіо 2020          | естафета 4x100 метрів вільним стилем | 2     |
| Токіо 2020          | естафета 4x100 метрів комплексом     | 3     |